# ارگ کابل
ارگ کابل یا ارگ افغانستان، مقر زندگی و کار رئیس این کشور در کابل است. تا پیش از اعلام جمهوری در افغانستان، این مکان محل زندگی و کار خانواده سلطنتی افغانستان بود. تا پیش از اوت ۲۰۲۱ این مکان برای زندگی و کار ریاست‌جمهوری افغانستان استفاده می‌شد. این مکان پس از سقوط افغانستان در سال ۱۴۰۰ محل کار و فرماندهی حاکمان طالبان می‌باشد.
این قصر در زمینی به مساحت ۳۴ هکتار (۸۳ جریب) در ناحیه ۲، بین ده افغانان و محله مرفه وزیر اکبرخان واقع شده است. این قصر در طول تاریخ توسط بسیاری از سران دولت افغانستان، از عبدالرحمن‌خان (که شالوده آن را بنا نهاد) تا اشرف غنی، مورد استفاده قرار گرفته است.

## تاریخچه
این قصر پس از تخریب بالاحصار توسط امیر عبدالرحمن‌خان در سال ۱۸۸۰ پس از به دست گرفتن تاج و تخت ساخته شد. این بنا به صورت قلعه‌ای طراحی و اطراف آن یک سنگر پر از آب بود. عبدالرحمن‌خان آن را ارگ شاهی (ارگ شاه) نامید و از جمله ساختمان‌های دیگر، محل اقامت خانواده‌اش، پادگان ارتش و خزانه ملی بود. پیش از این، بالاحصار به عنوان ارگ یا مقر امیران استفاده می‌شد تا اینکه توسط هنگ نیروی مرزی در طول جنگ دوم انگلیس و افغانستان (۱۸۷۸–۱۸۸۰) ویران شد. ارگ به عنوان کاخ سلطنتی و ریاست‌جمهوری برای همه پادشاهان و روسای جمهور افغانستان خدمت کرده است. حفیظ‌الله امین نیز از قصر تاج بیگ به عنوان اقامتگاه خانواده خود استفاده می‌کرد. در جریان انقلاب ثور در سال ۱۹۷۸، محمد داوود خان و خانواده‌اش توسط اعضای حزب دموکراتیک خلق افغانستان (PDPA) در داخل ارگ ترور شدند.

## پیشینه
در سال ۱۸۸۰ میلادی و و در زمان سلطنت عبدالرحمن‌خان، ارگ شاهی در ۸۳ هکتار زمین در منطقه وزیر اکبرخان در شمال شرق کابل بنا شد.
ارگ شاهی دارای چهار کاخ بوده است.
- قصر گلخانه: که همینک به عنوان مقر ریاست‌جمهوری استفاده می‌شود.
- قصر سلام خانه:
- قصر دلگشا:
- قصر حرم سرای:

## دفاتر داخل ارگ
- گل‌خانه که به عنوان دفاتر برای رئیس‌جمهور حامد کرزی و دفتر پروتکل رئیس‌جمهور
- دفتر رئیس ستاد
- ساختمان مشاور امنیت ملی
- دفتر سخنگوی رئیس‌جمهور

## نگارخانه

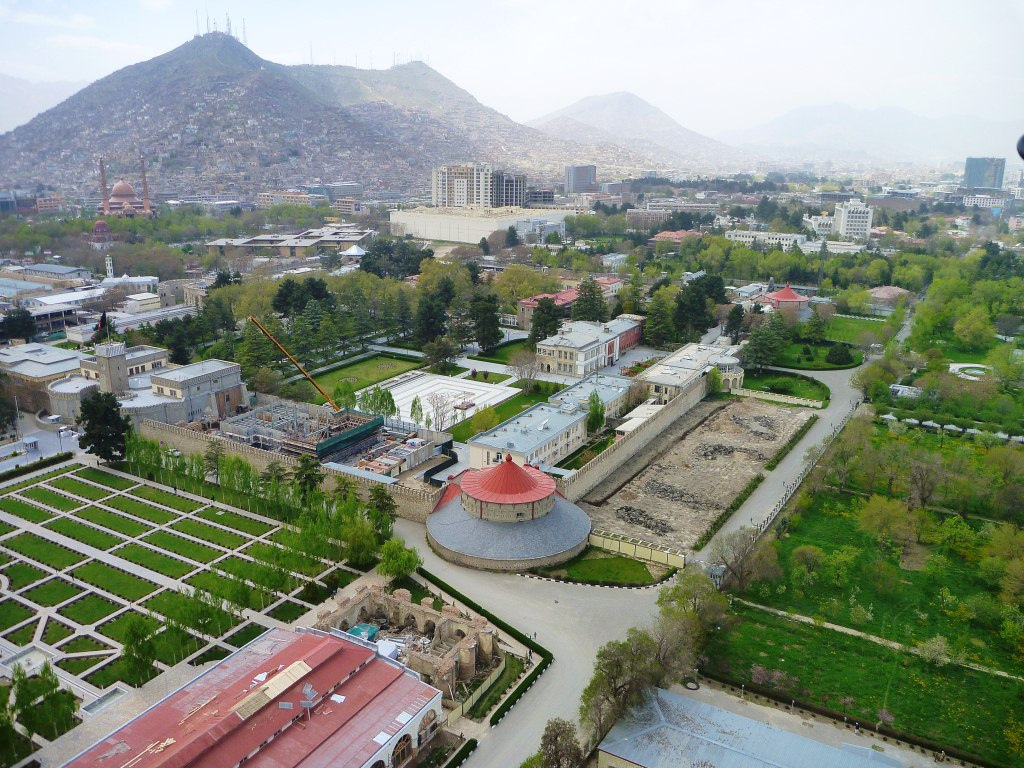
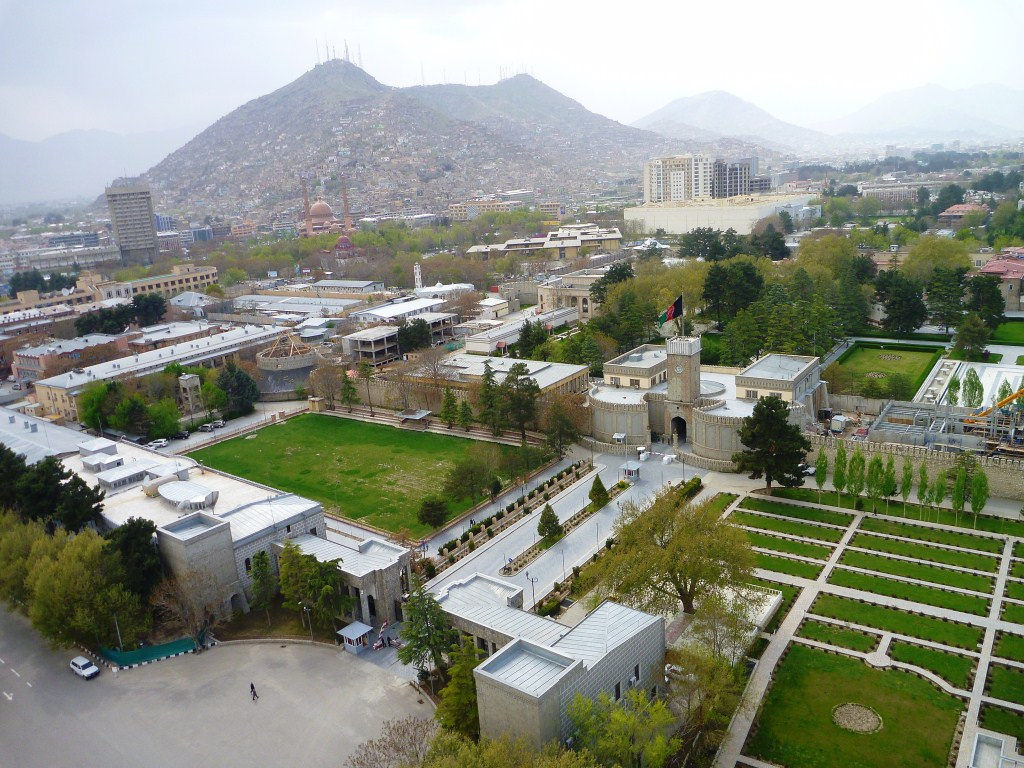
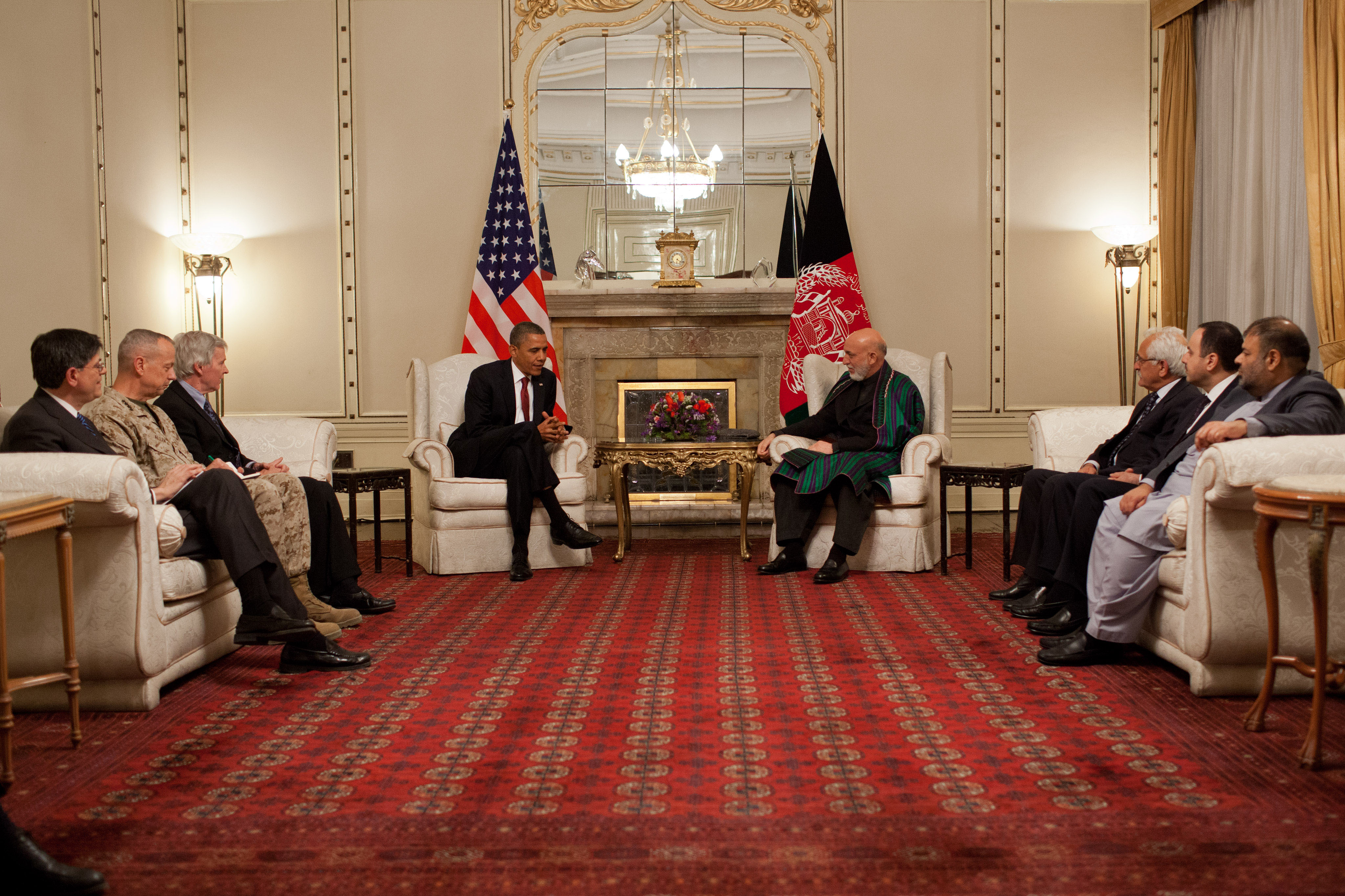
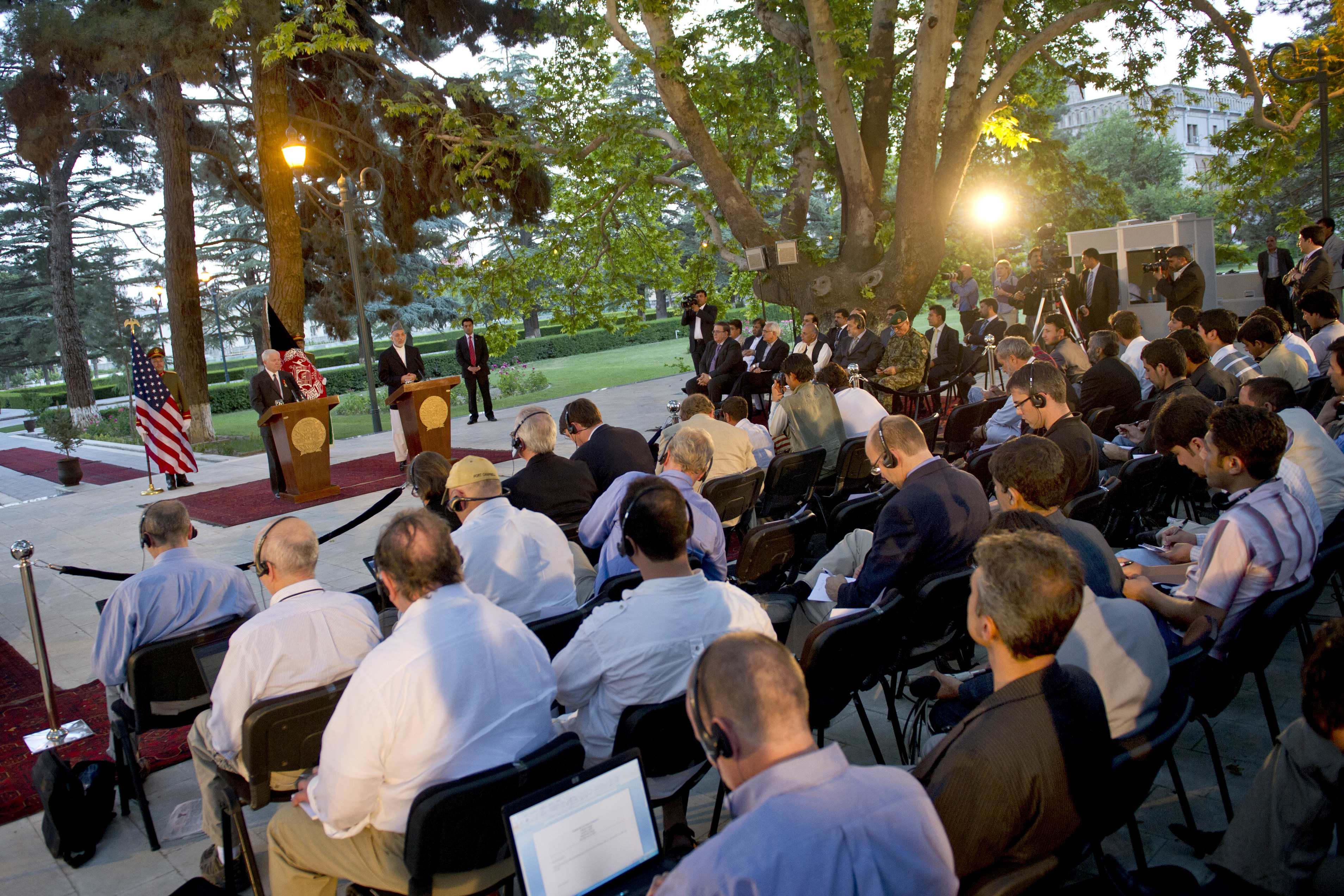
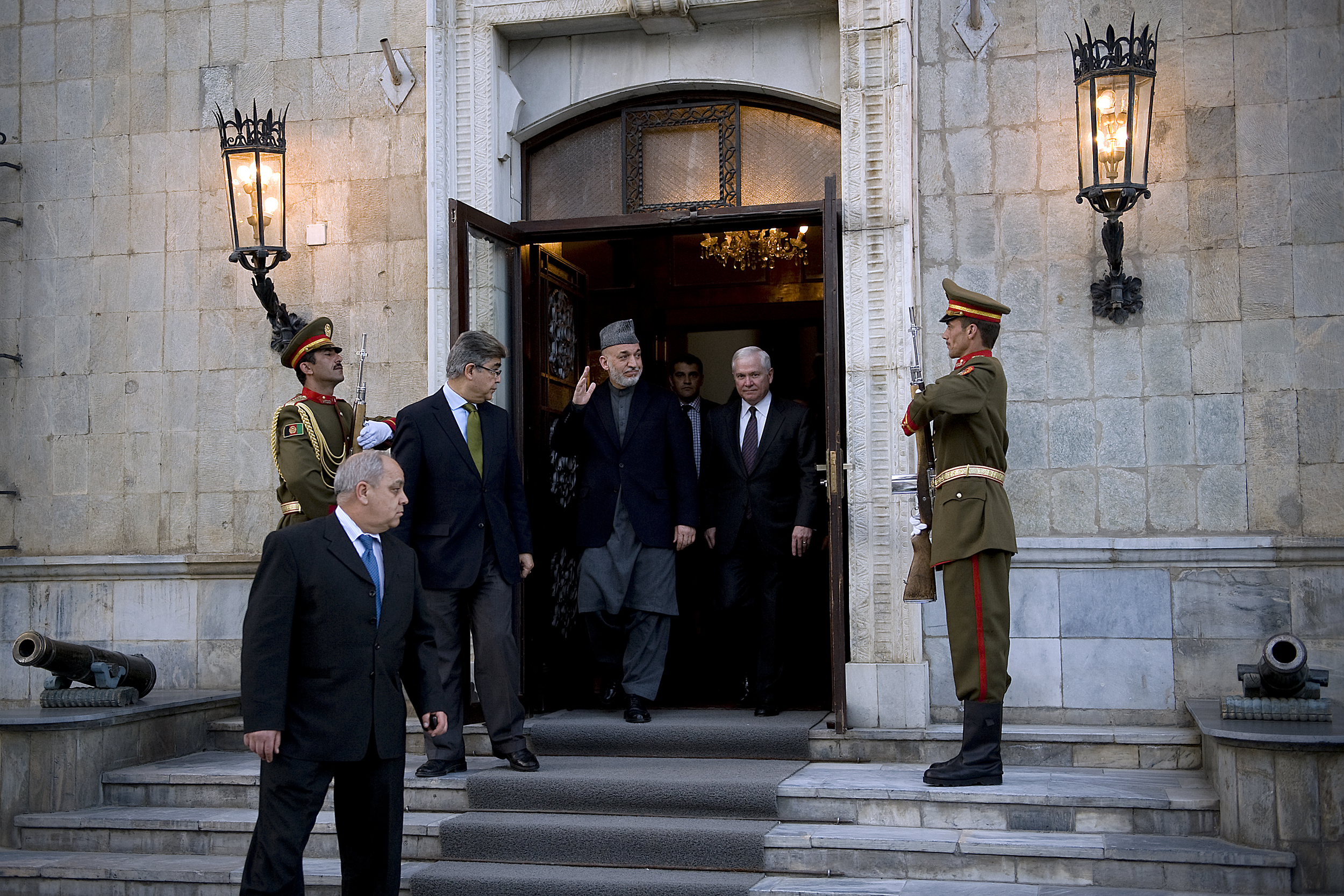
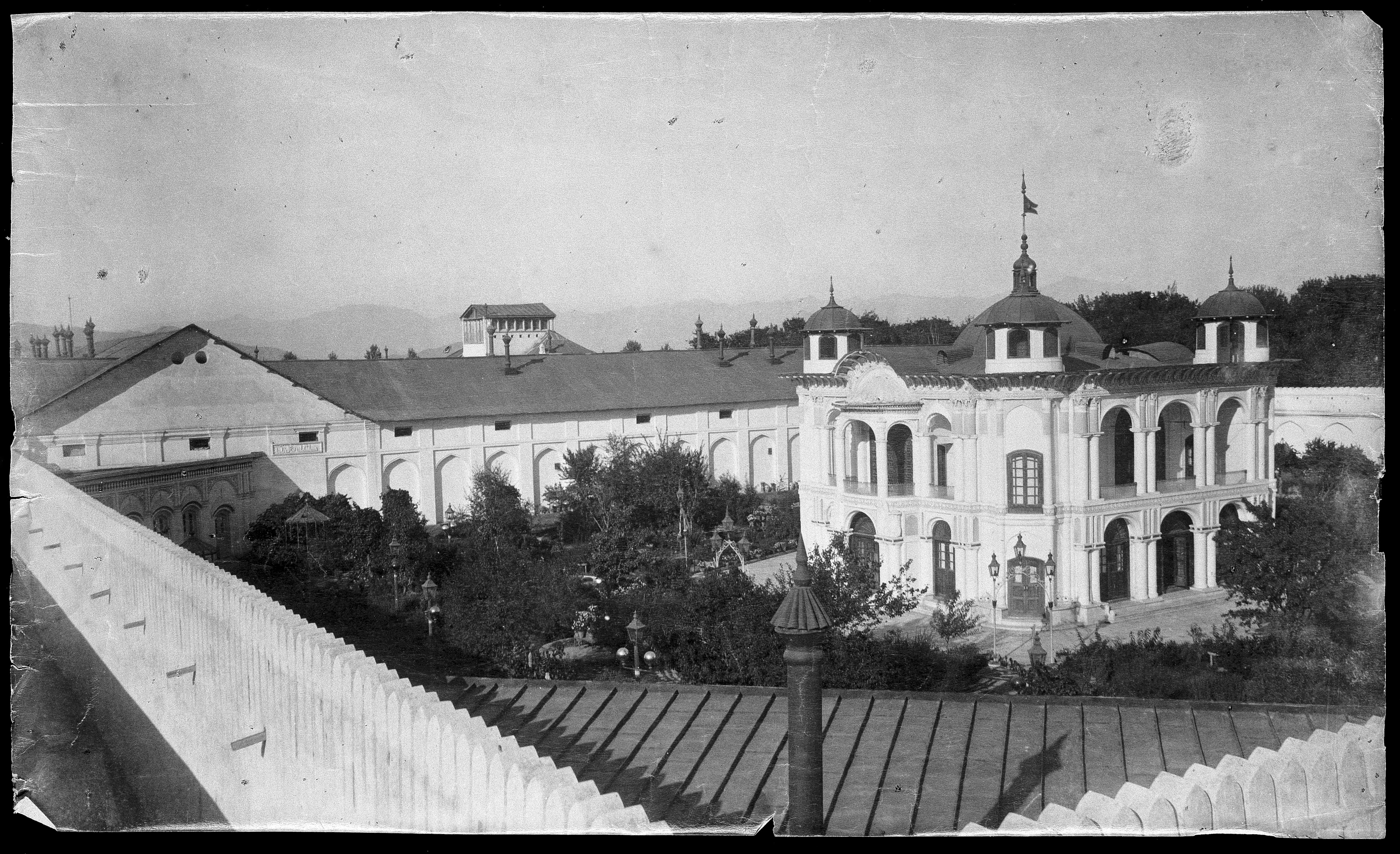
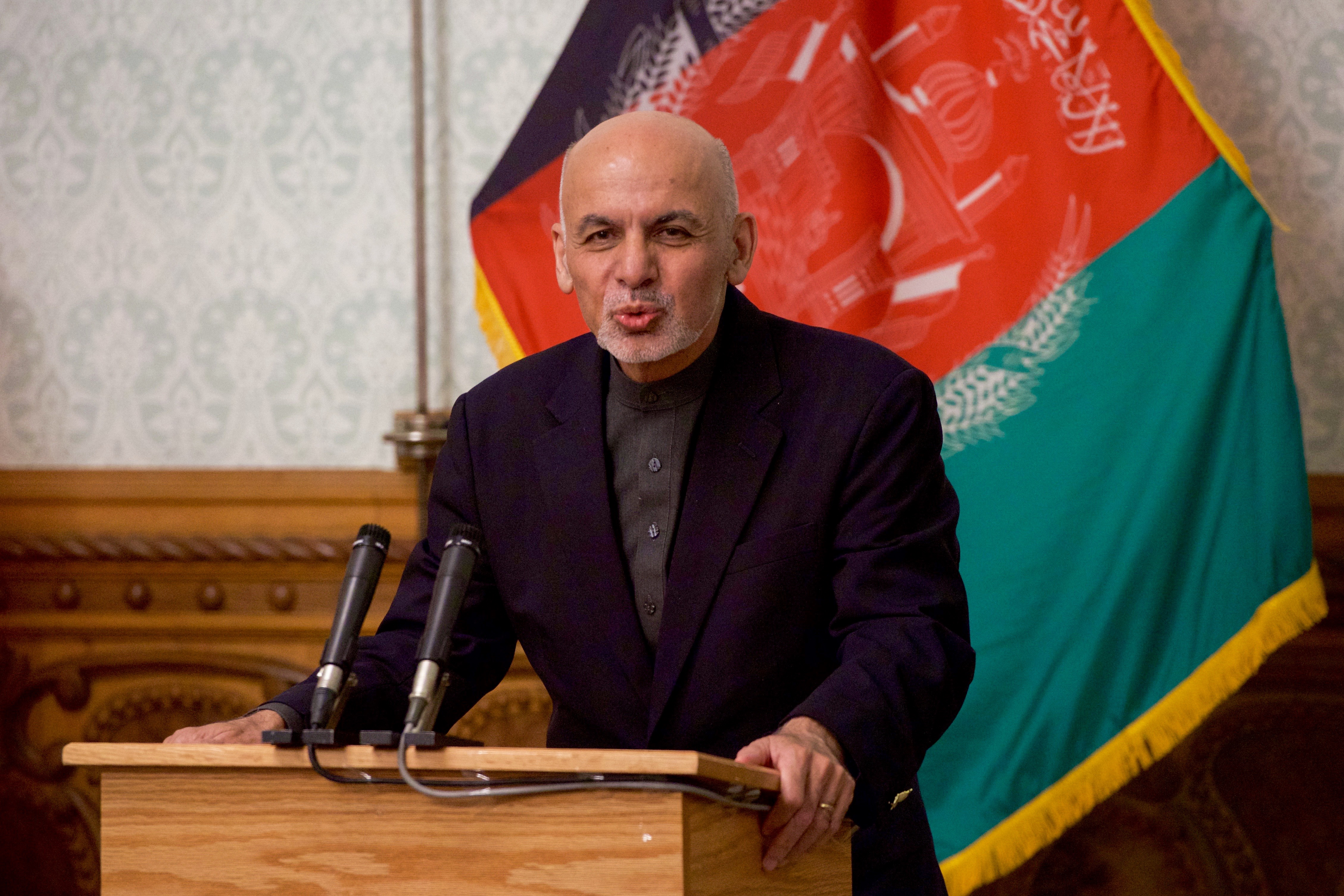
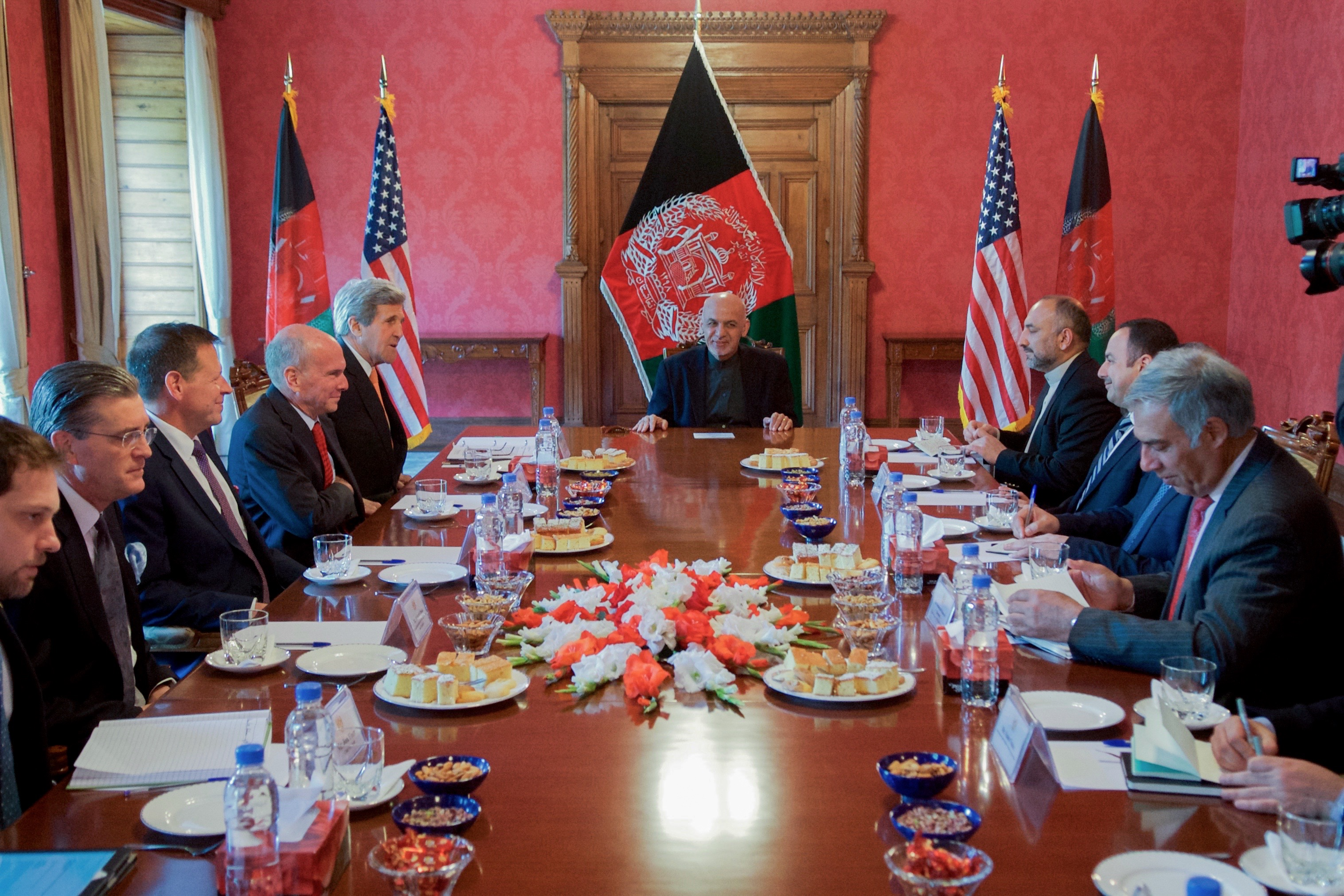